# Gnoocardup Beach
Gnoocardup Beach ist ein Sandstrand im Süden des australischen Bundesstaats Western Australia. Er liegt bei dem Ort Burnside.
Der Strand ist einen Kilometer lang und bis zu 40 Meter breit. Er öffnet sich in Richtung Westen. Der Strand ist durch Vierradantrieb oder zu Fuß erreichbar.
Gnoocardup Beach wird nicht von Rettungsschwimmern bewacht.